# Iglesia de San Esteban (Moradillo de Sedano)
La iglesia de San Esteban de Moradillo de Sedano se encuentra en la cima del monte "El Castro"; de la iglesia parte un camino que permite ascender hasta las inmediaciones del dolmen de Las Arnillas, perteneciente al llamado conjunto dolménico de Las Loras, sepulcro de corredor levantado en el Neolítico. Moradillo de Sedano, es una localidad situada en la provincia de Burgos, comunidad autónoma de Castilla y León (España), comarca de Páramos, en el ayuntamiento de Valle de Sedano.
Situado 6 km al este de la capital del municipio, Sedano, en la carretera que partiendo de la carretera BU-514 y atravesando Quintanaloma nos conduce al Páramo de Masa, en la BU-502. En el valle del Río Sedanillo o de Moradillo. Al sur de Gredilla de Sedano, cabecera del valle, en el Espacio Natural conocido como de Hoces del Alto Ebro y Rudrón. Está enclavada en una de las rutas primitivas de peregrinación a Santiago de Compostela.
Uno de los mejores ejemplos del románico burgalés, terminada en 1188, ampliada en estilo gótico y reformada en los siglos XVII y XVIII a consecuencia de un incendio, fue declarada Monumento Histórico-Artístico Nacional el 3 de junio de 1931, BOE 03/06/1931. Es asimismo Bien de Interés Cultural (BIC).

## Descripción
Este templo es de filiación Silense, escuela que surgió al calor de las pautas impuestas por el último gran escultor del claustro inferior de Silos "el expresivo culto".
Destacan especialmente: la articulación del muro meridional (exterior), las formas de los haces de columnas interiores, las ventanas y sobre todo la espectacularidad y bondad del pórtico.
El templo conserva buena parte de su fábrica y ornamentación románicas.
El ábside, el evangelio y parte del crucero fueron destruidos en el siglo XVII por un incendio; el ábside actual data del siglo XVII.
Los relieves son de excelente factura, muy cercanos a las mejores formas del mundo silense.
El repertorio de temas presenta una gran riqueza: fauna variopinta (fantástica y real), diversas concepciones de la hoja de acanto y distintas escenas: el Pantocrátor y el Tetramorfos (tímpano) rodeados de los Ancianos del Apocalipsis (3ª arquivolta), el sacrificio de Isaac, Sansón desquijarando al león, Anunciación y Visitación, Matanza de los Inocentes, Huida a Egipto (2ªarquivolta) y última Cena (capitel de la portada).
En la plaza frente al pórtico, se encuentra una cruz de piedra, en cuya base se lee: 

D. XAVIER LAUREN-

TINUS BONIQUE FILII

MURATIELLI REFECE-

RUNT. A. M?XLXVI.

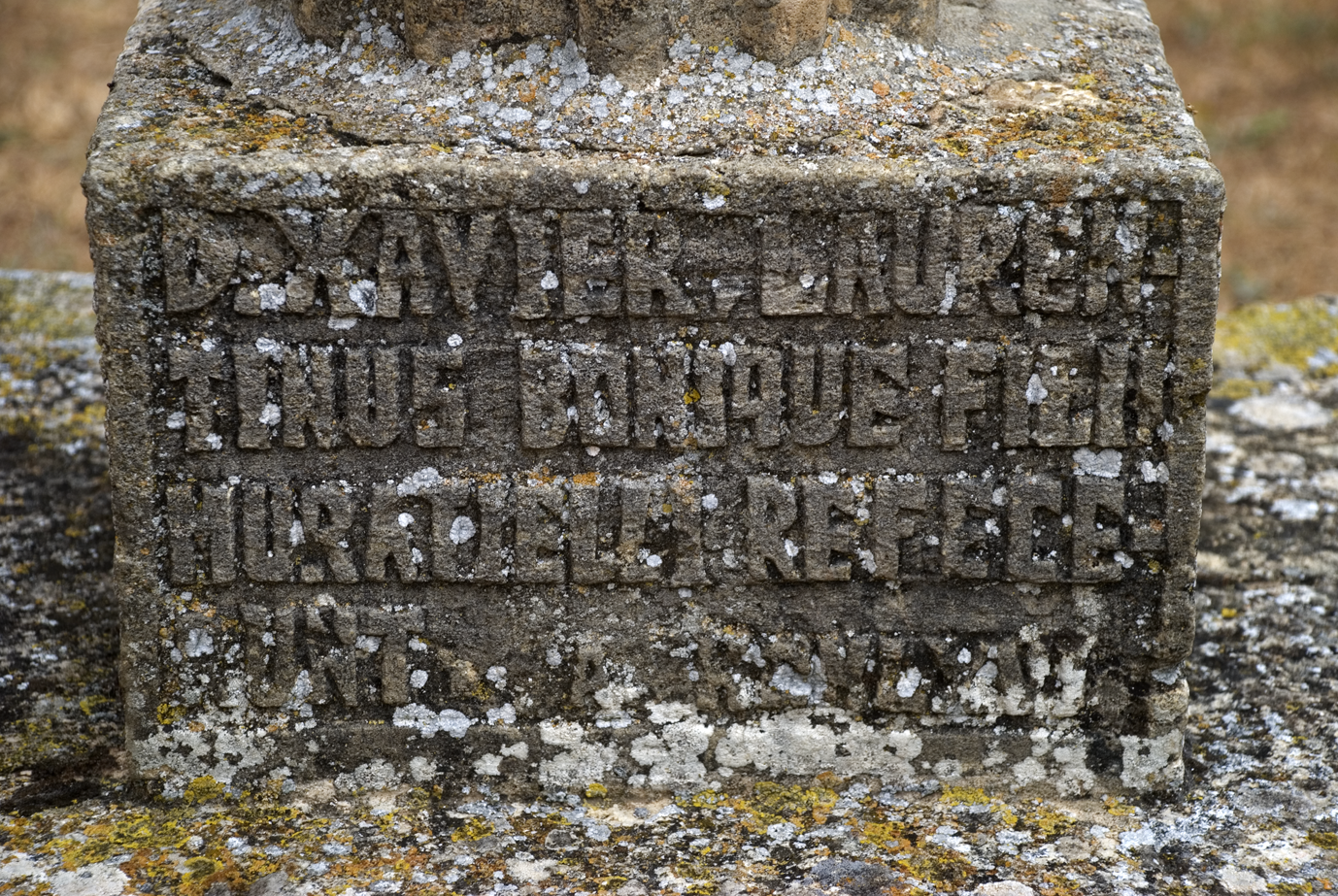
Leyenda en el pie de la cruz frente al pórtico.

La iglesia, restaurada recientemente (siglo XX) presenta un buen estado de conservación general.
Durante su restauración se encontró una inscripción en el muro interior de la nave a la derecha del Pórtico, que por el momento no ha sido descifrada.

## Fábrica
Es una construcción de una sola nave (planta de salón), de cubierta abovedada (cañón ligeramente apuntado), dividida en tres tramos, con pórtico adosado al segundo y torre-campanario en el tercer tramo a la que se accede desde el exterior. 

## Fachada meridional

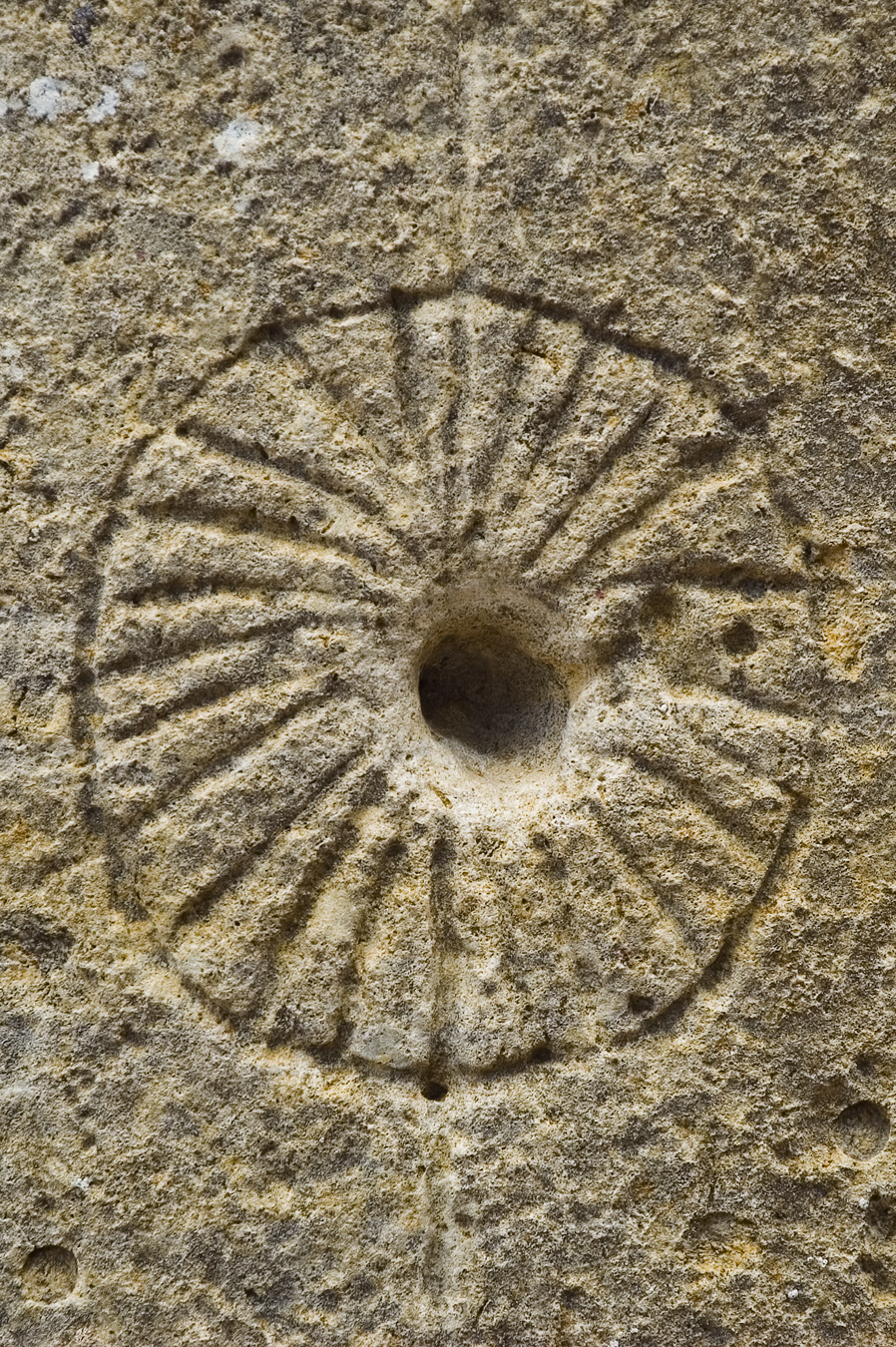
Disco solar.

La elegante fachada meridional consta de un pódium y 5 arcos ciegos, 2 a la derecha del Pórtico, bastante deteriorados, y 3 a la izquierda apoyados en columnas con capiteles decorados una con 6 excelentes tallas de quimeras y arpías muy bien conservadas, y la segunda con motivos vegetales, hojas de acanto y piñas.

En la ventana lateral izquierda, en el cimacio de uno de los capiteles, se puede leer «IN ERA MCCXXVI» que corresponde a 1188, seguramente el final de la obra o su consagración.
En la unión de las fachadas meridional y occidental, se encuentran UNA TALLA y un disco solar que algunos identifican como un reloj solar debido posiblemente a sus 24 divisiones, aunque su posición próxima al basamento y orientación son inhabituales para un reloj de sol.

## Atrio
En época reciente se ha añadido un Atrio de protección posiblemente construido con elementos de otra iglesia, es muy pequeño e impide apreciar el Pórtico en todo su conjunto.

## Pórtico
De gran belleza, es una suma de expresiones catequéticas. Está constituido por:

### Tímpano

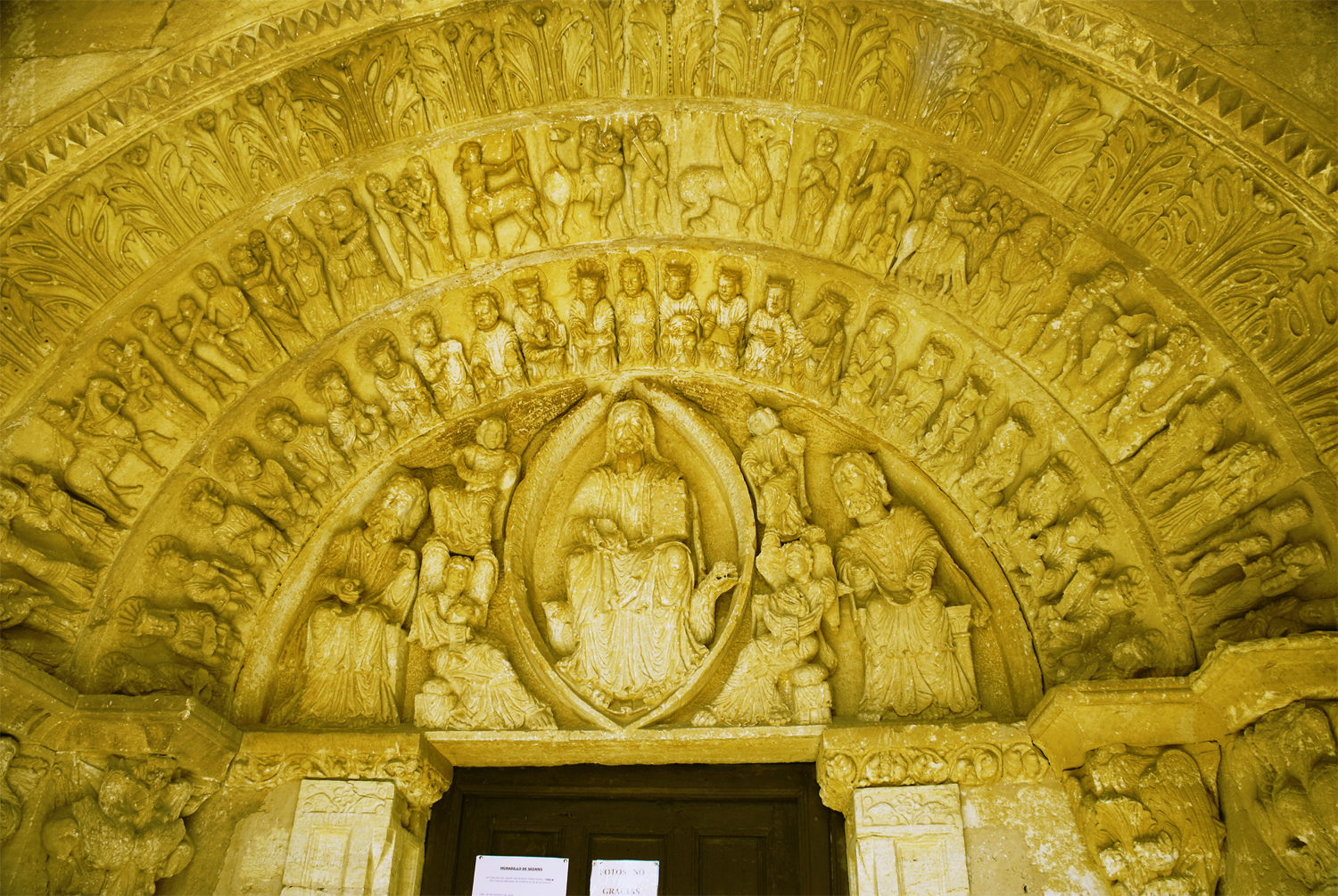
Tímpano del Pórtico.

Tímpano formado por un Pantocrátor con Cristo en actitud de juez sentado en un sillón con unos monstruos como apoyabrazos, falta el brazo derecho, y en su mano izquierda presenta un libro apoyado en la rodilla.
Rodeando el Pantocrátor la mandorla en cuyo interior aparece la inscripción: 

VICIT LEO DE TRIBU R.DIX.

RADIS DAVID:ALLELLUIA

Tetramorfos, formado por las figuras de San Pedro y San Pablo a cada lado y cuatro ángeles que sostienen un lienzo con cabezas de los animales símbolo de los evangelistas, león, buey, águila y una orla en la que se puede leer ALLELUIA. En las alas de los ángeles se aprecian restos de policromía roja.

### Arquivoltas
El Pórtico dispone de 3 arquivoltas.
- Arquivolta 1ª, formada por 9 dovelas irregulares, muestra los 24 Ancianos del Apocalipsis y un ángel en la central.

Los Ancianos, representados como reyes con túnica, corona de santidad y diversos objetos de homenaje, cantan y tañen instrumentos musicales medievales.
Dovelas:
1
Rey 1 con corona real, no se aprecia el instrumento.
Rey 2 con corona real y un rollo de pergamino.
Rey 3 sin corona real, toca un instrumento no identificado.
Rey 4 con corona real, toca una Jícara (vasija).
2
Rey 5 con corona real, toca la Viola medieval.
Rey 6 sin corona real, faltan los brazos y el instrumento.
Rey 7 con corona real, toca una Jícara (vasija).
Rey 8 con corona real, no se aprecia instrumento, parece que recita o canta.
3
Rey 9 sin corona real, toca una Rotta medieval o Chorus latina.
Rey 10 sin corona real, falta el brazo derecho, porta un instrumento no identificado.
4
Rey 11 con corona real, toca una Jícara (vasija).
Rey 12 con corona real, con un libro, recita o canta.
Ángel, le faltan el brazo derecho y la mano izquierda.
5
Rey 13 con corona real, toca la Pandereta.
Rey 14 con corona real, con rollo de pergamino.
6
Rey 15 con corona real, toca el Rabel.
Rey 16 con corona real, toca un Arpa.
7
Rey 17 sin corona real, toca una Viola medieval.
Rey 18 con corona real, falta el instrumento.
8
Rey 19 sin corona real, falta mano derecha, toca la viola medieval, falta parte del arco.
Rey 20 con corona real, faltan ambos brazos, canta.
9
Rey 21 y 22 con corona real, tocan un instrumento doble mediante un plectro y una lengüeta deslizante sobre una tabla plana. Durante la restauración del templo ha sido identificado como dos organistra, seguramente por ser tañidos por dos reyes. No se aprecian ninguno de los elementos más característicos del organistrum, rueda, manivela y teclado, por lo que podría tratarse de un monocordio.
Rey 23 con corona real, con rollo de pergamino.
Rey 24 con corona real, no se aprecia el instrumento.
- Arquivolta 2, diversas escenas del Nuevo Testamento, el sacrificio de Isaac, Sansón desquijando al león, Anunciación y Visitación, Matanza de los Inocentes y Huida a Egipto, rematada por dovelas representando un centauro con arco, un jinete sobre un caballo con cabeza de mono, un soldado y un dragón alado.

- Arquivolta 3, diversos motivos vegetales de hojas de acanto.

El conjunto se remata con una cinta externa o chambrana arqueada tallada en forma de “punta de diamante”.
Las arquivoltas se apoyan a cada lado en cuatro columnas con capiteles en los que puede reconocerse: a la izquierda la Santa Cena y unos animales fantásticos, a la derecha dos jinetes con lanza, dos leones, cuatro águilas y dos animales alados.

### Grupo escultórico
1 Grupo escultórico a cada lado representando a profetas y evangelistas.

### Canecillos
El Pórtico está rematado con canecillos de gran calidad y muy bien conservados: la cabeza de un personaje con un curioso tocado, un músico/cantante con una fidula oval y la cabeza de un toro.

## Ábside
El ábside original, fue destruido en el siglo XVII por un incendio; el actual data del siglo XVII.
En la casa inmediata a la iglesia vive la guardesa (salvo en los meses más crudos del invierno); suele facilitar a los visitantes unas hojitas impresas en las que además del plano de la planta del templo, se describen con toda fidelidad los elementos de su riquísima iconografía.
No se permite usar máquinas fotográficas ni de video en el interior, aunque si en el Pórtico (2008).

## Galería de imágenes

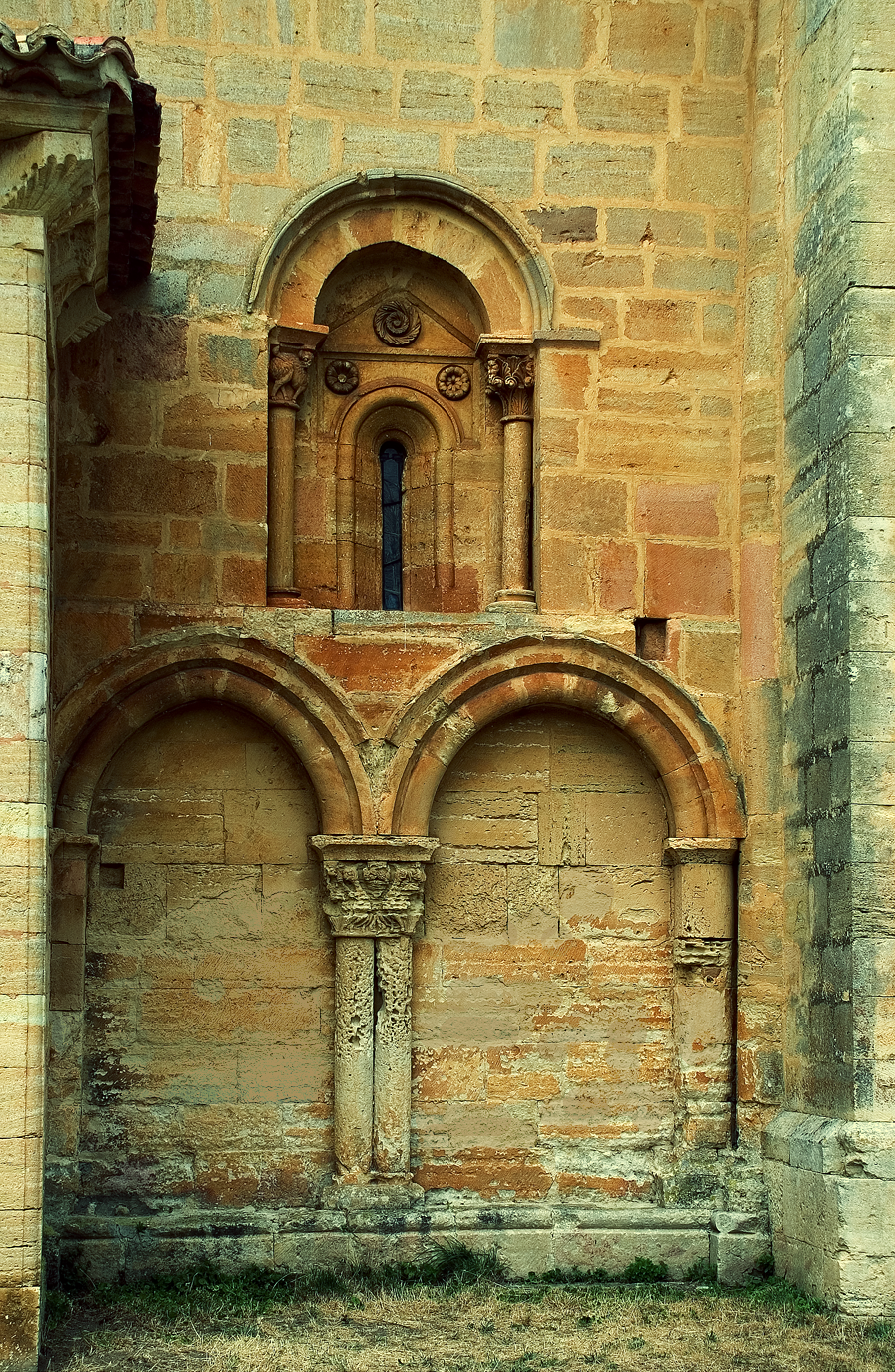
Arquería ciega de fachada meridional derecha (siglo XII).
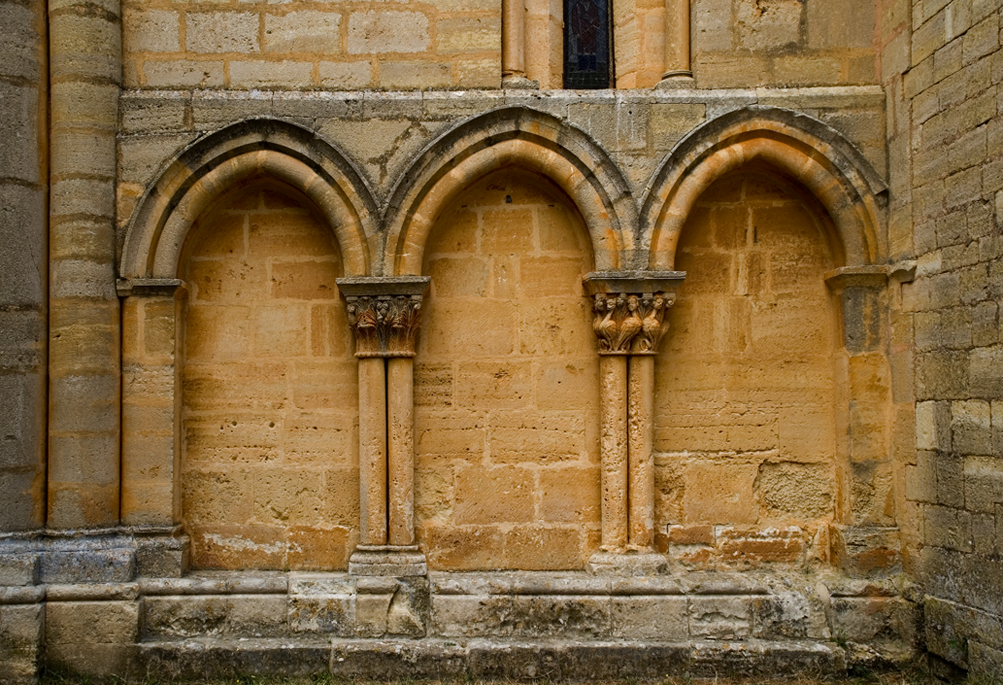
Arquería ciega de fachada meridional izquierda (siglo XII).
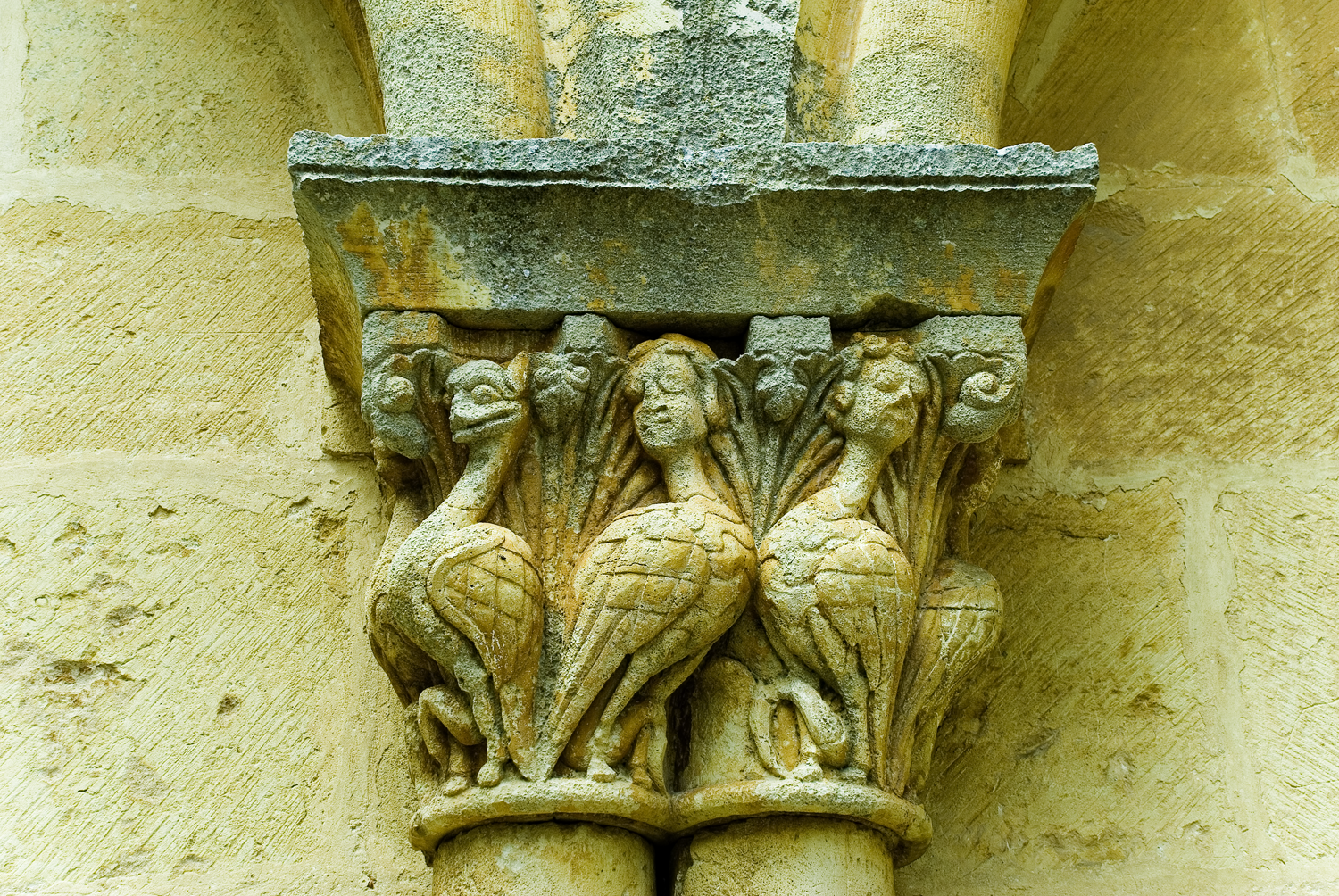
Capitel de arquería izquierda en fachada meridional. (siglo XII).
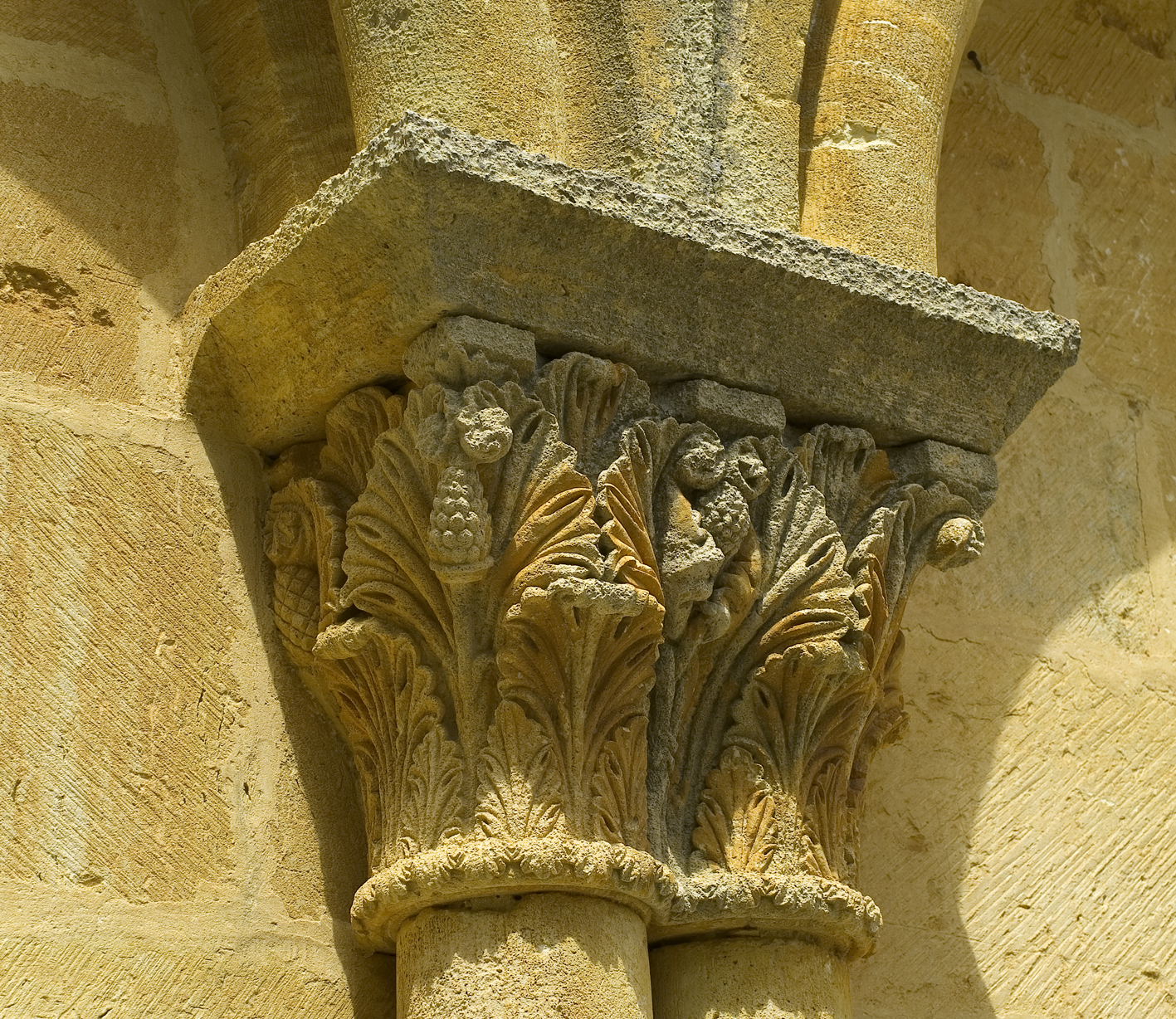
Capitel de arquería derecha en fachada meridional. (siglo XII).
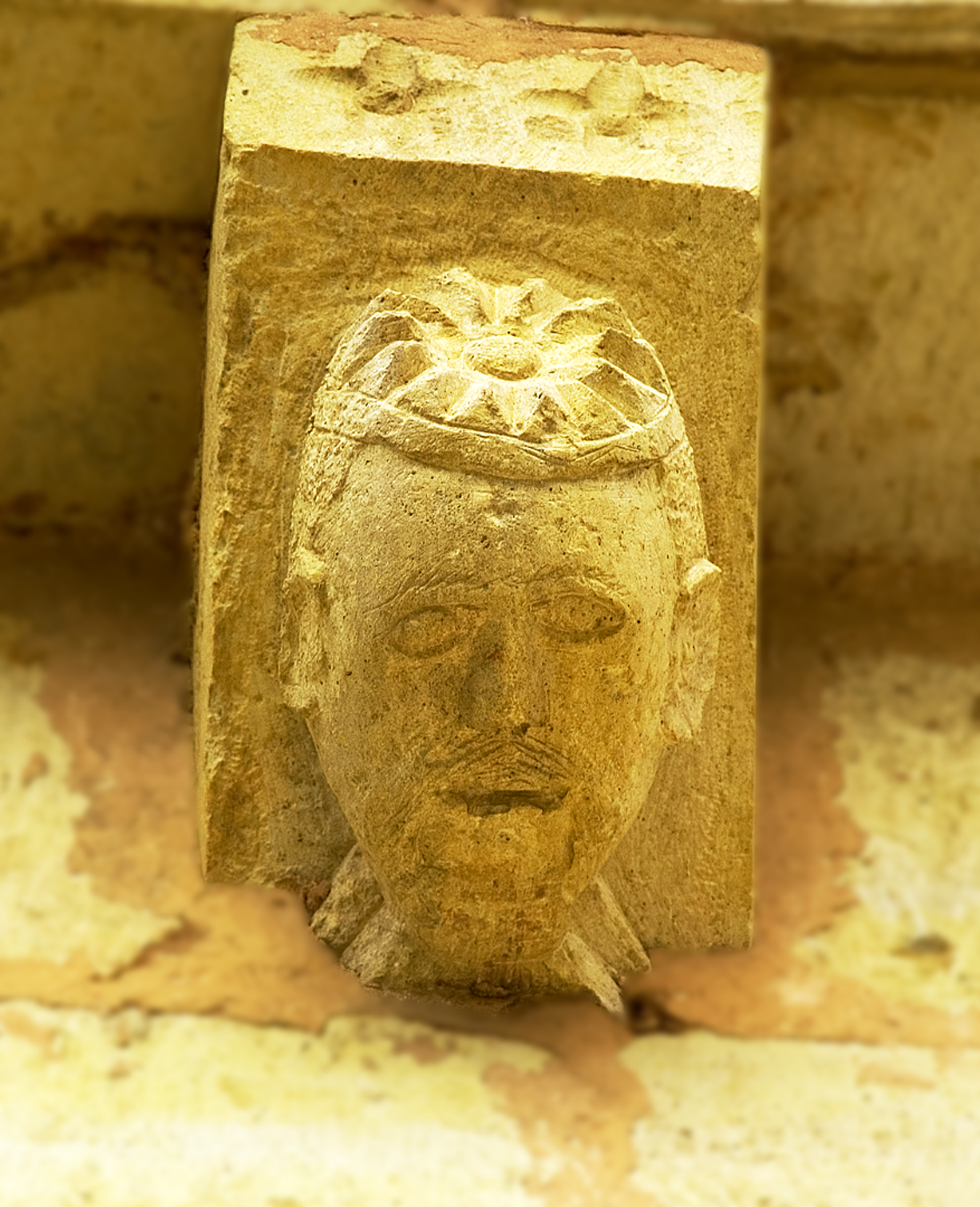
Canecillo de personaje con bigote y un tocado curioso (siglo XII).
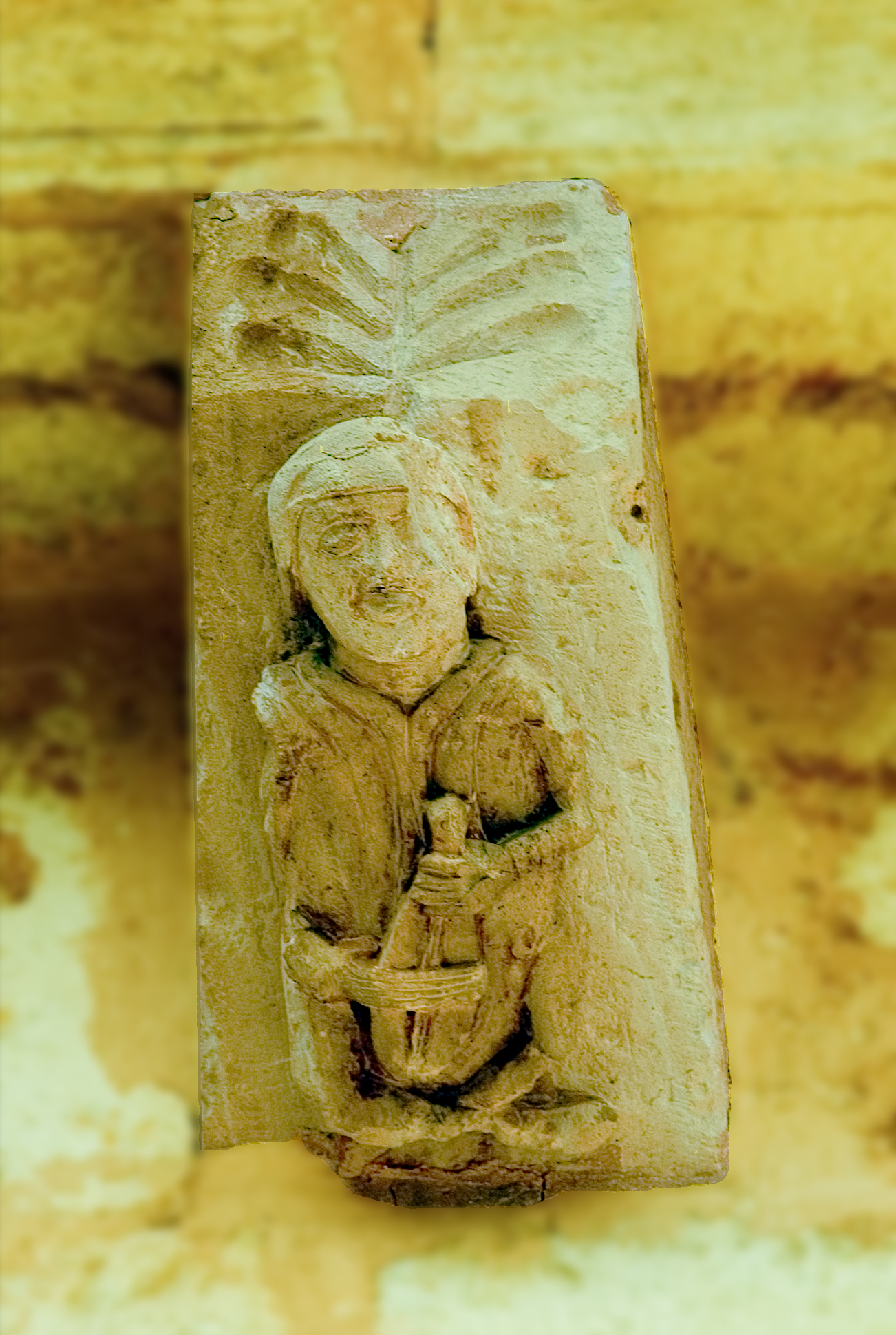
Canecillo de músico (siglo XII).
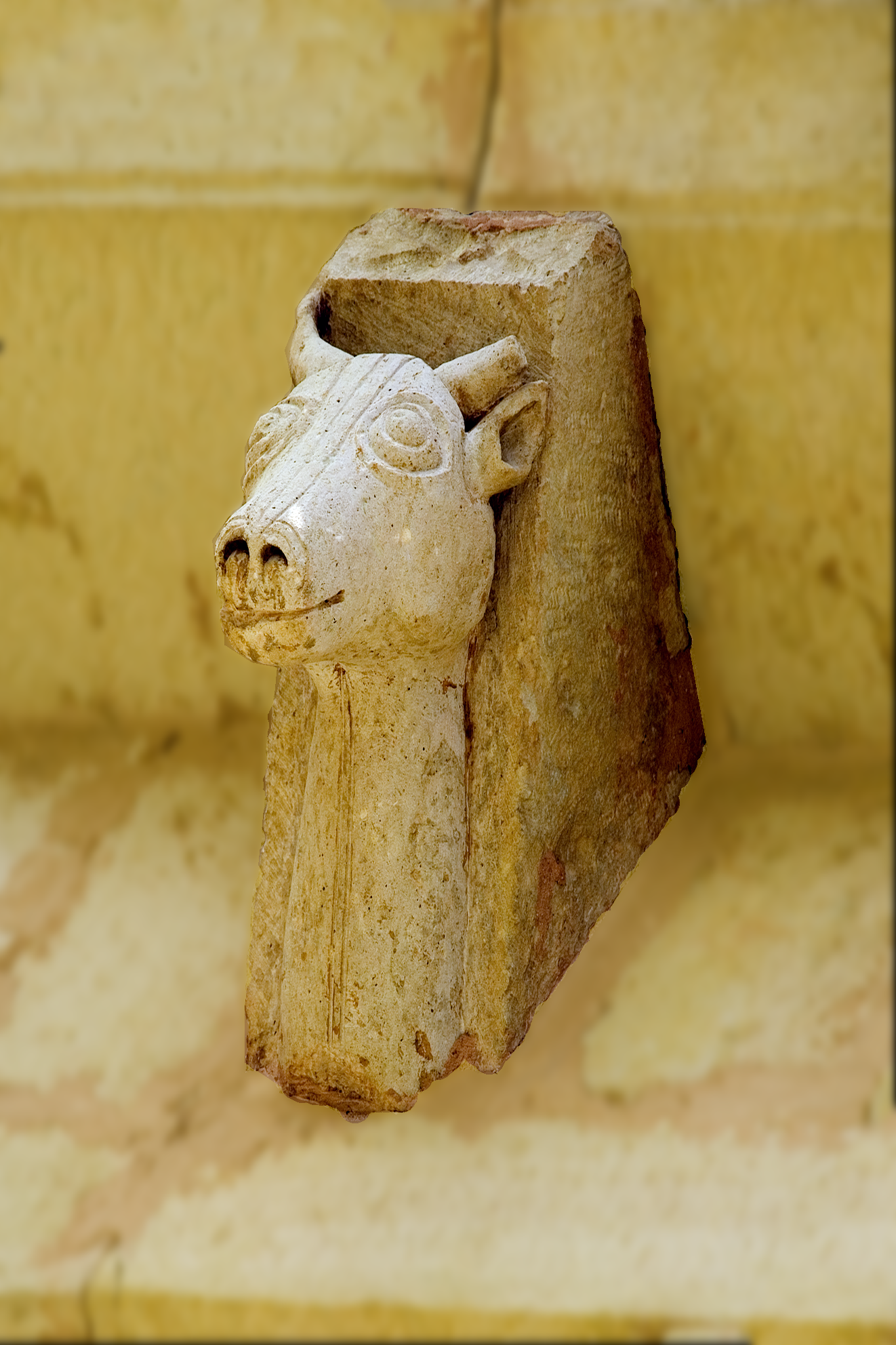
Canecillo con cabeza de toro (siglo XII).
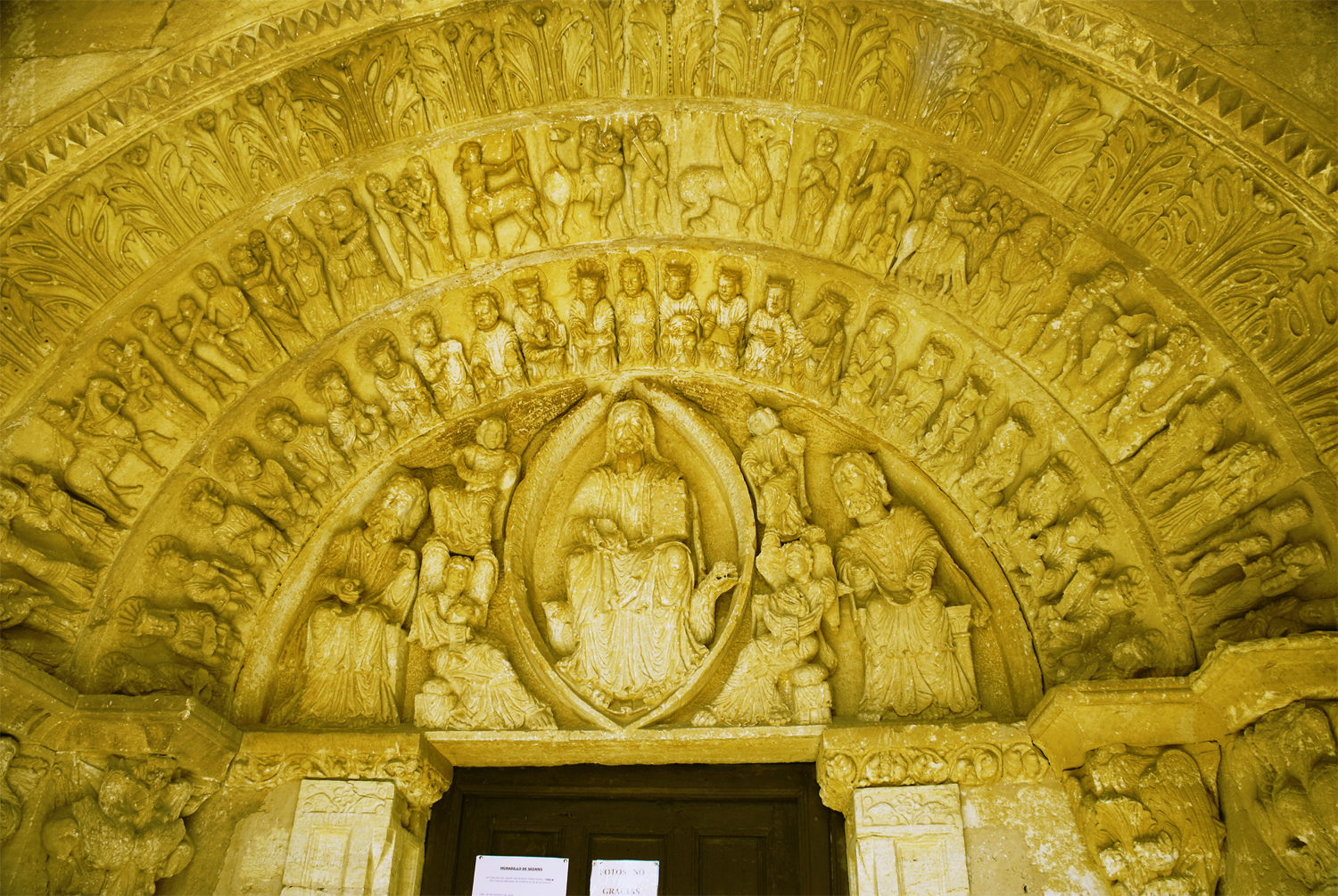
Tímpano del Pórtico (siglo XII).
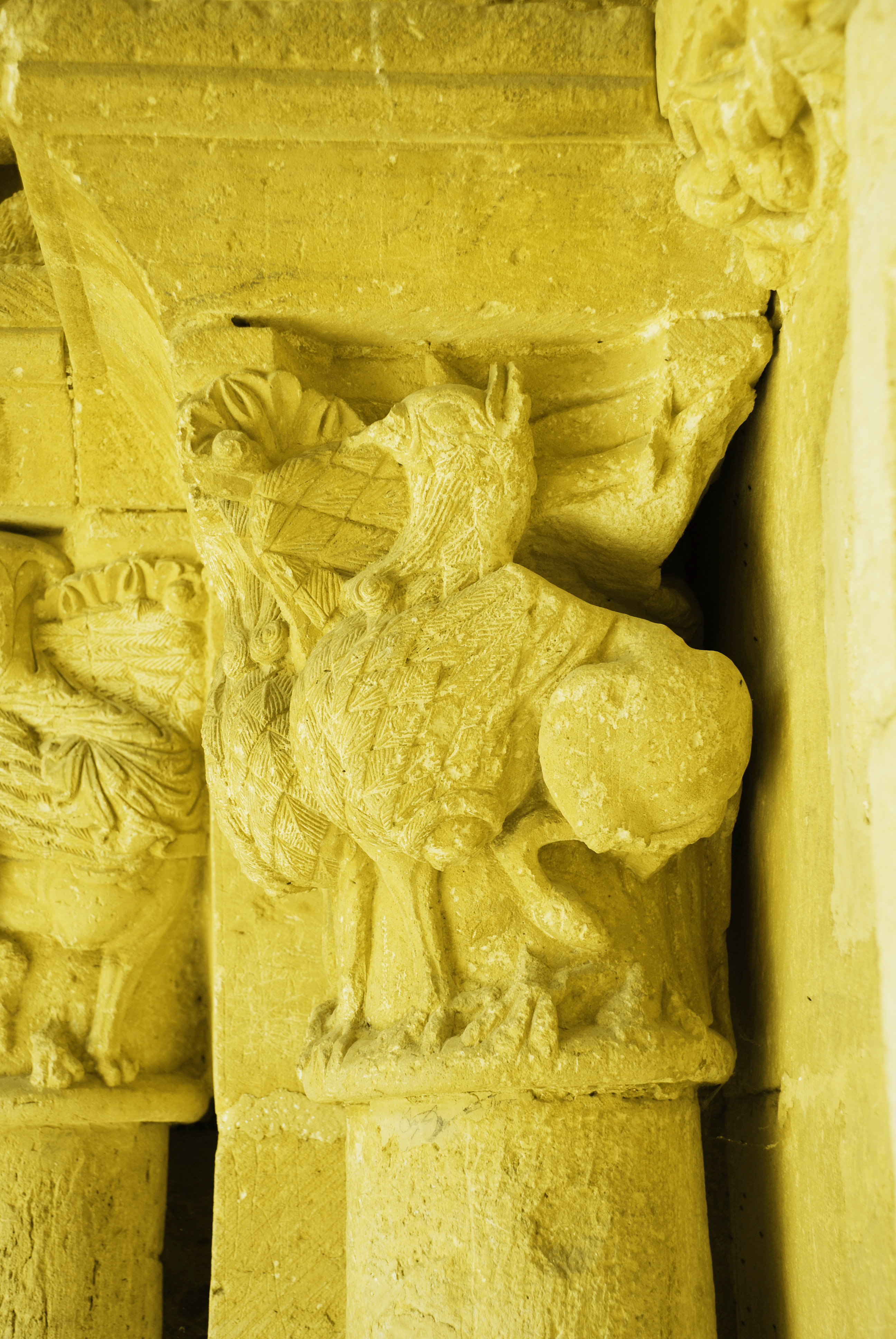
Columna izquierda del Tímpano (siglo XII).
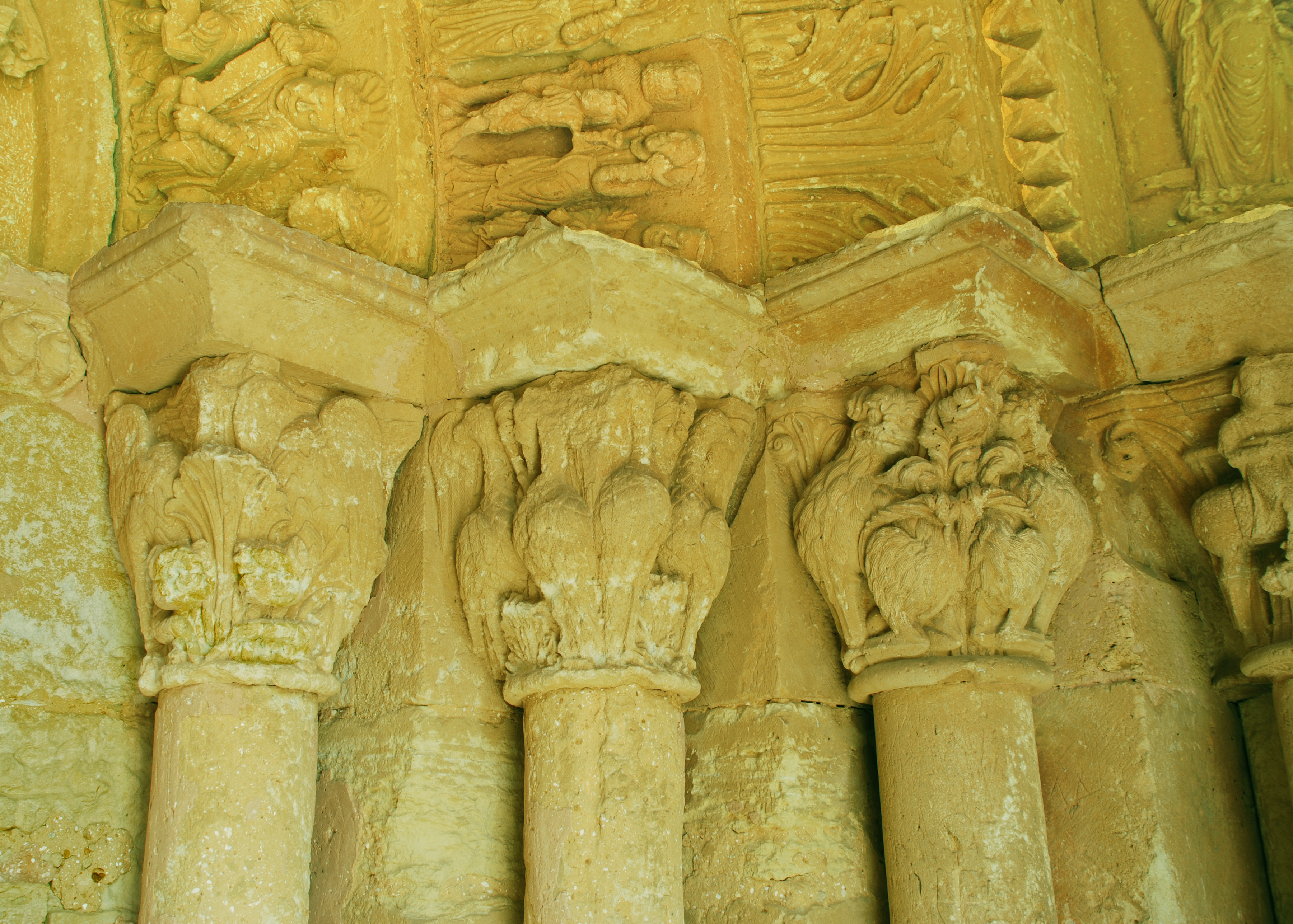
Columna derecha del Tímpano (siglo XII).
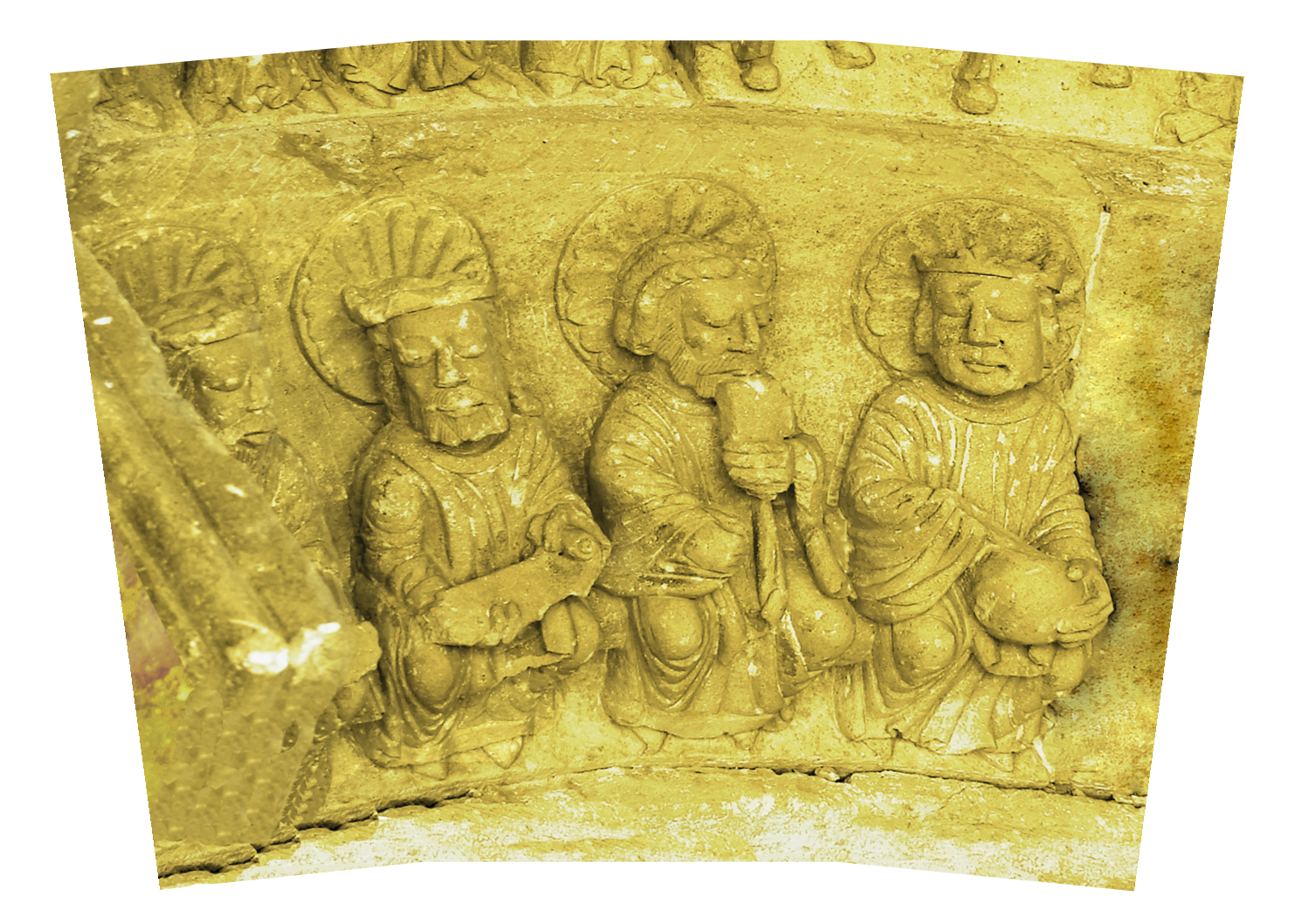
Arquivolta 1 Dovela 1 del Tímpano (siglo XII).
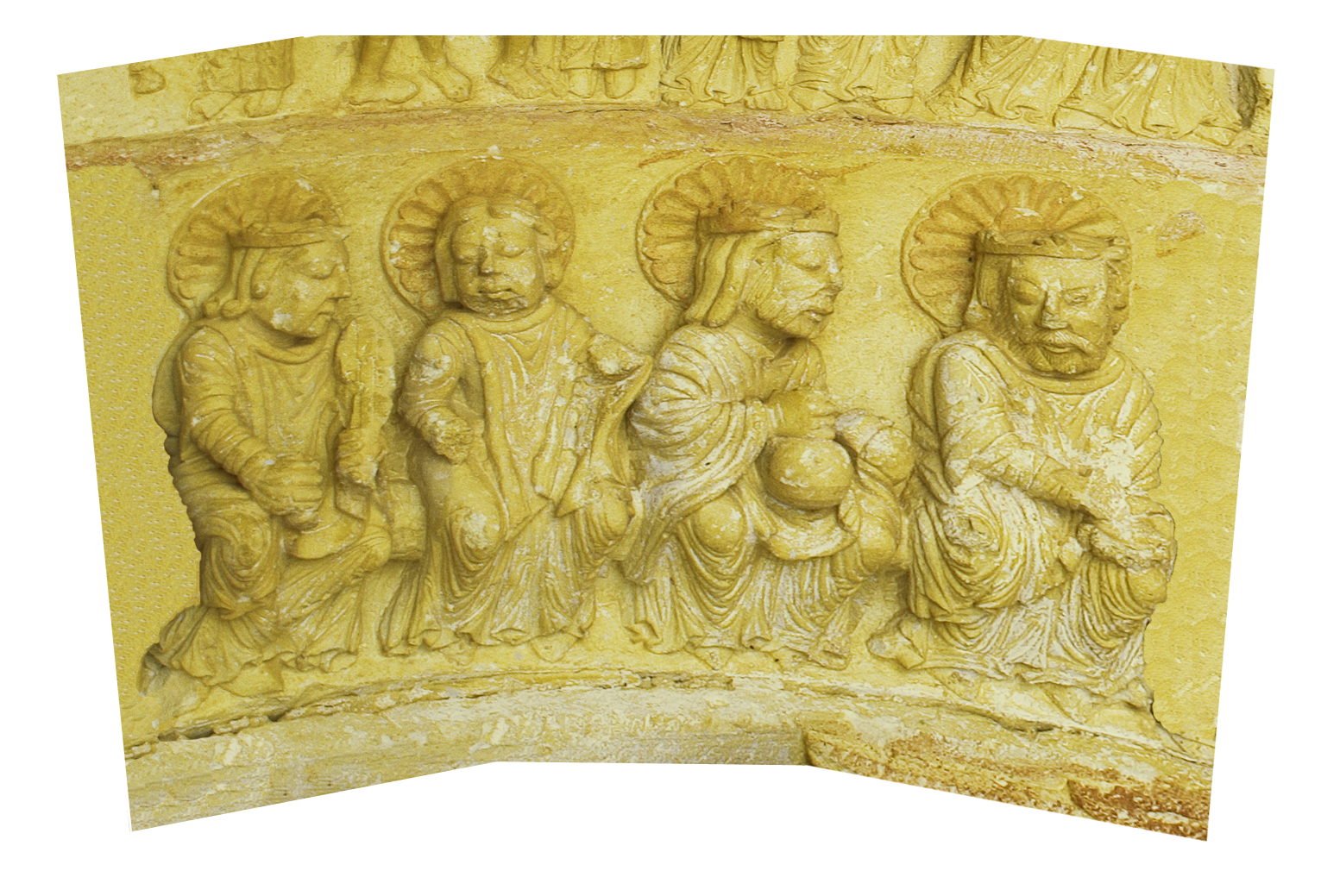
Arquivolta 1 Dovela 2 del Tímpano (siglo XII)
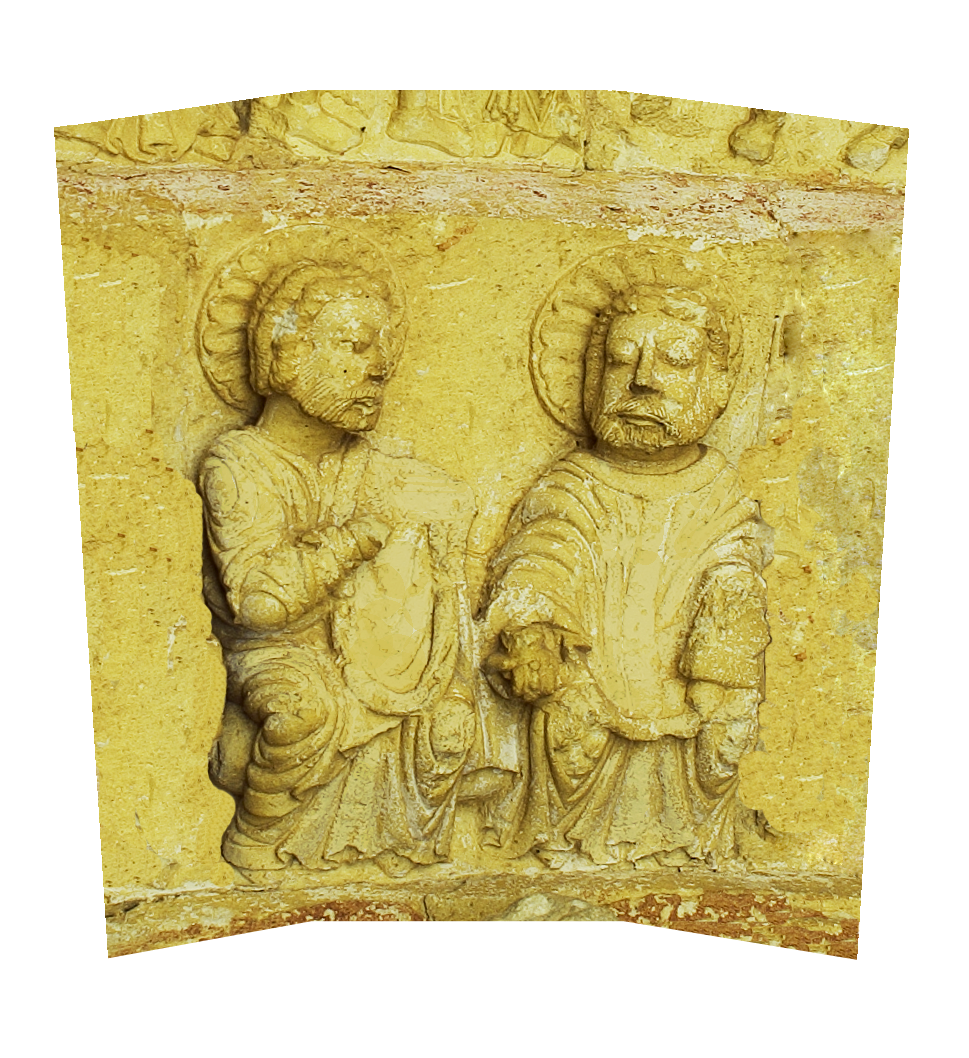
Arquivolta 1 Dovela 3 del Tímpano (siglo XII).
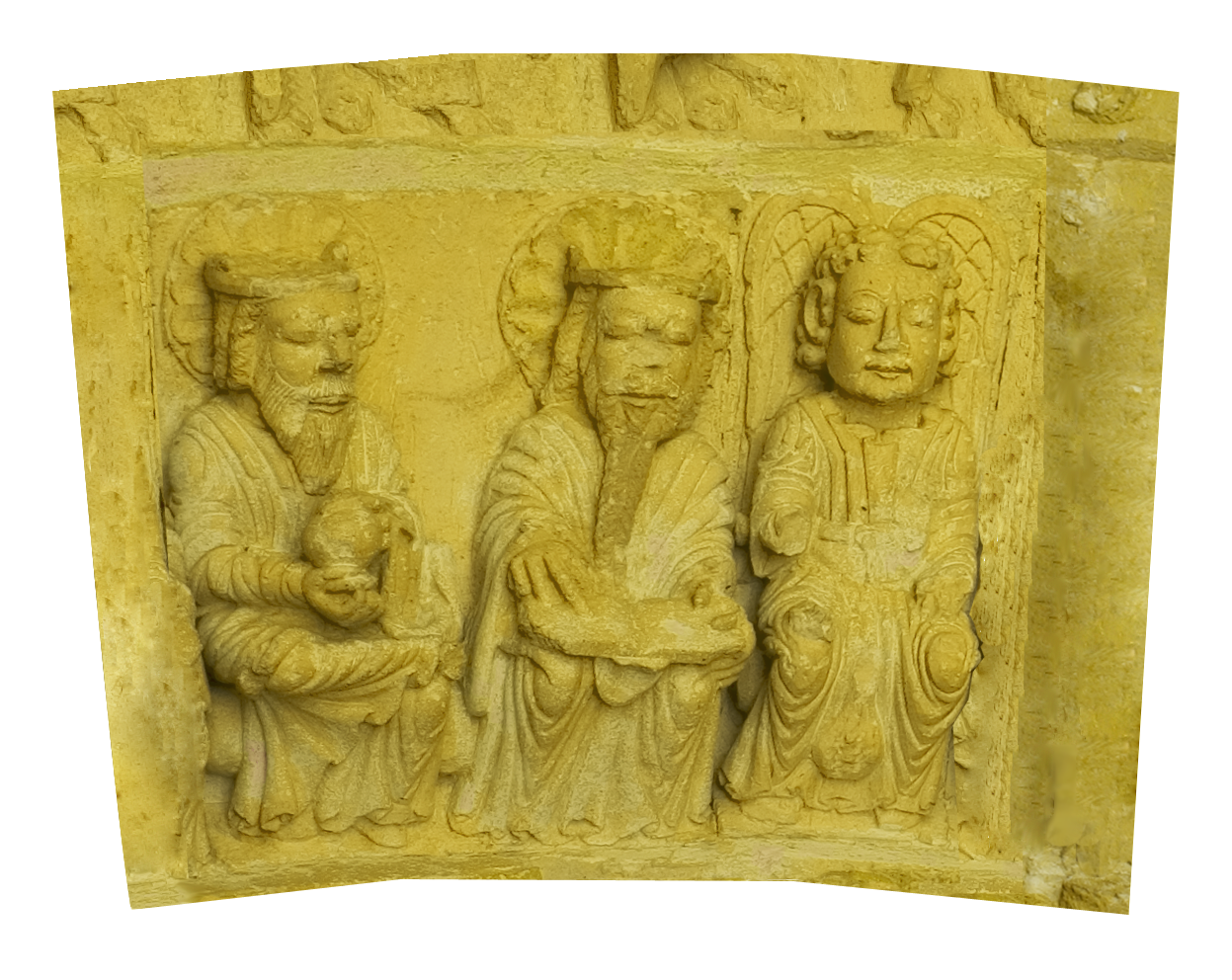
Arquivolta 1 Dovela 4 del Tímpano (siglo XII).
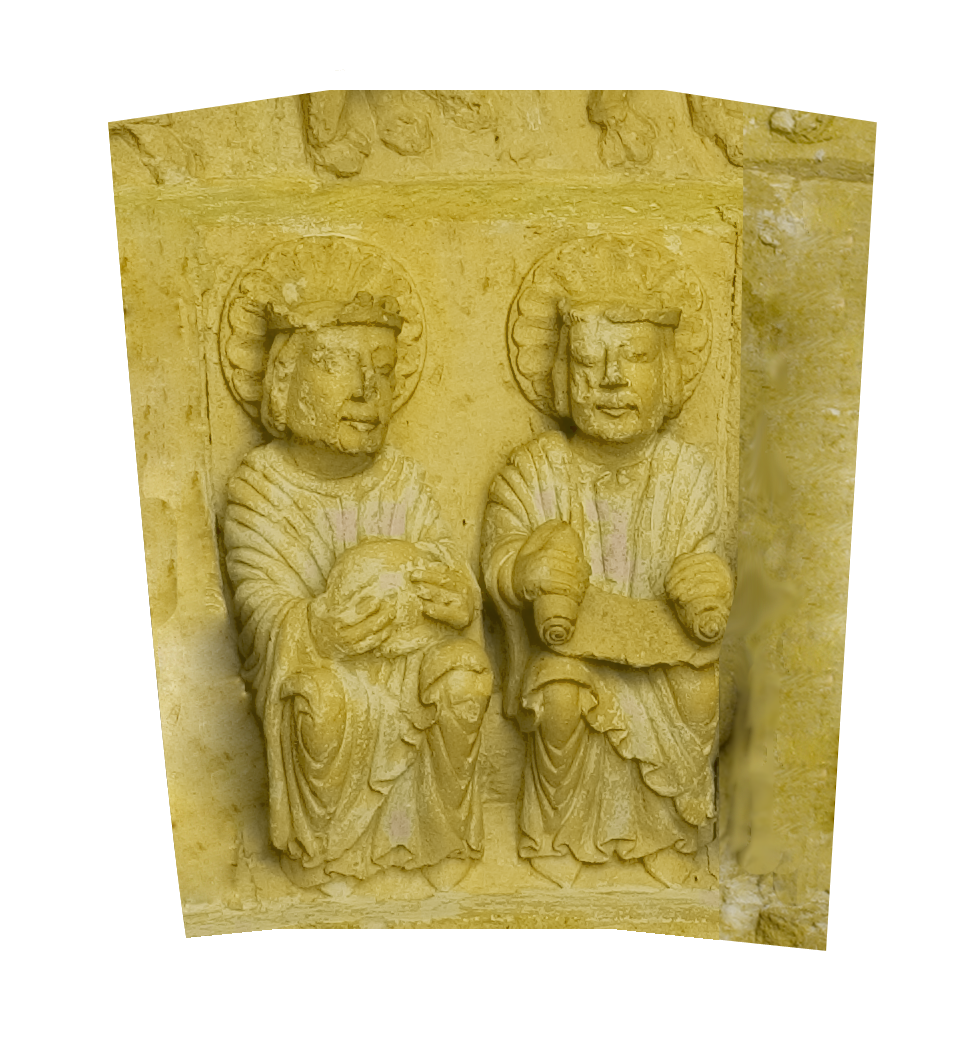
Arquivolta 1 Dovela 5 del Tímpano (siglo XII).
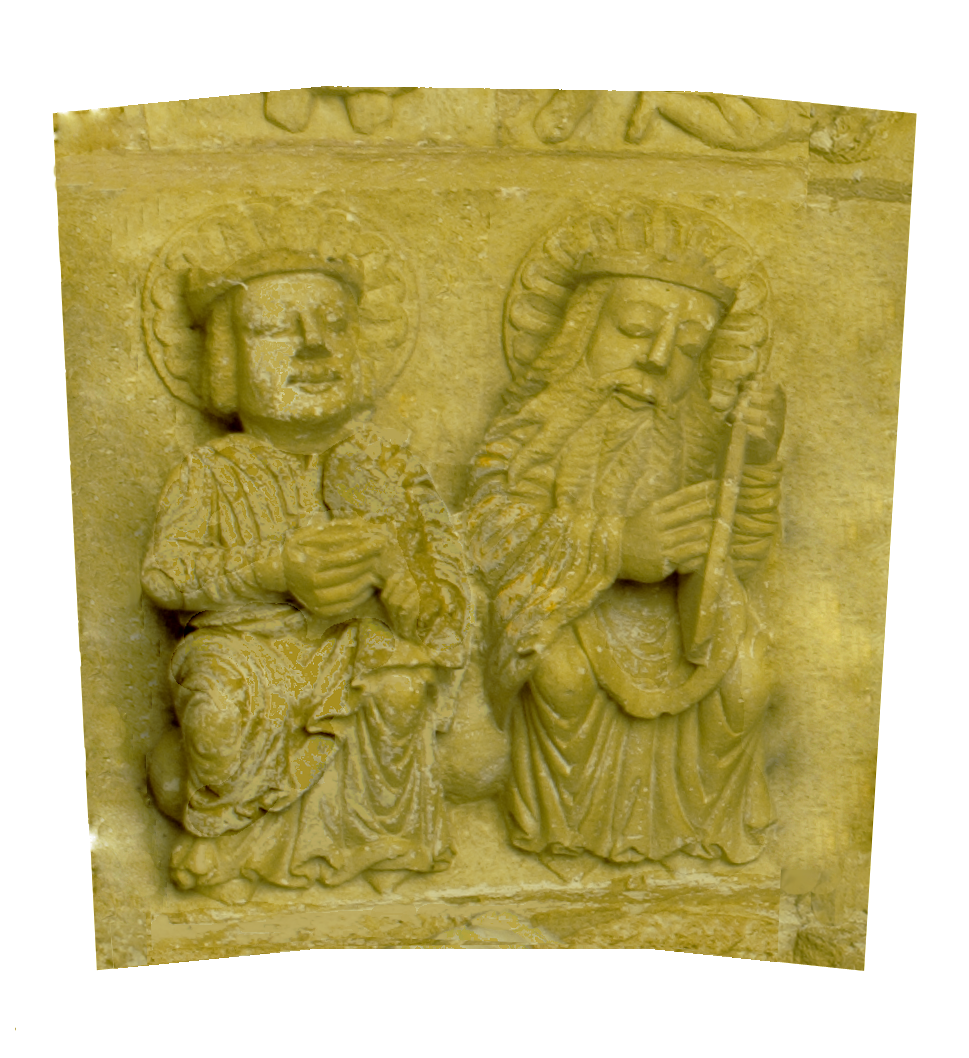
Arquivolta 1 Dovela 6 del Tímpano (siglo XII).
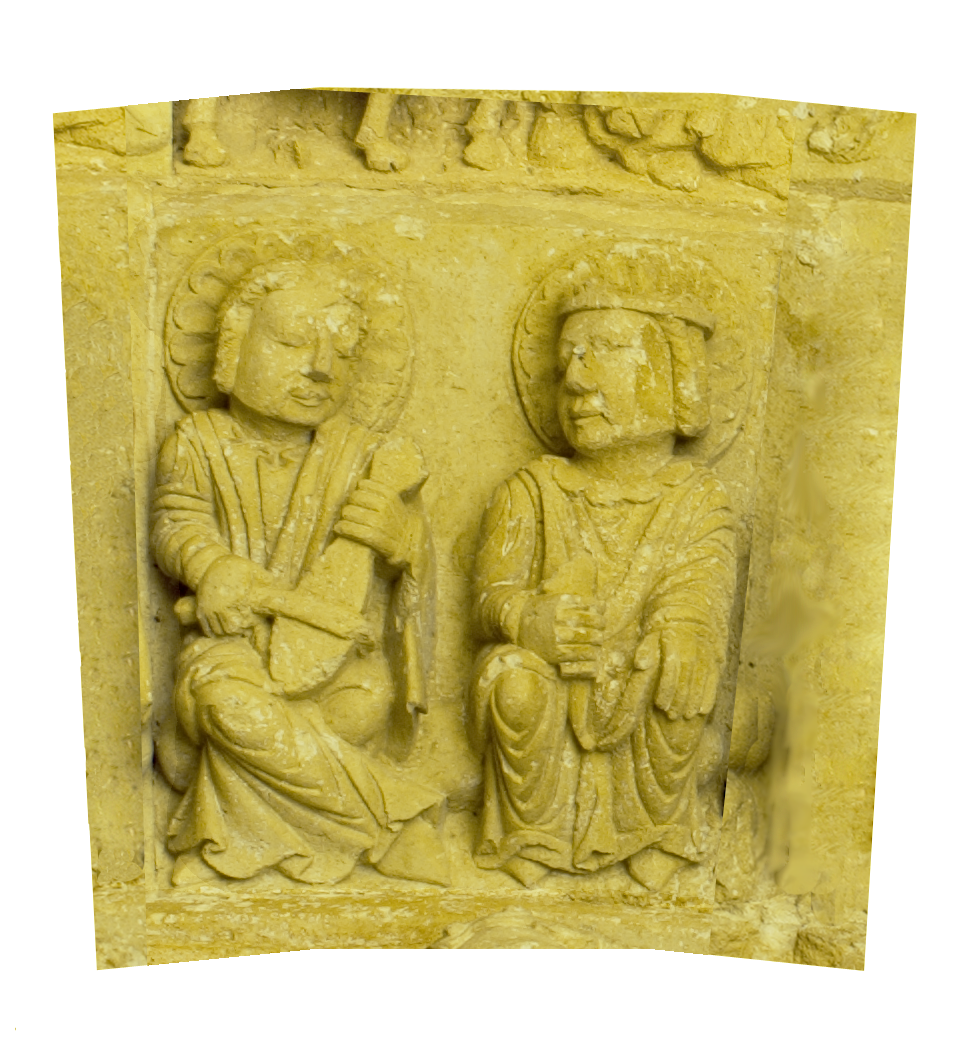
Arquivolta 1 Dovela 7 del Tímpano (siglo XII).
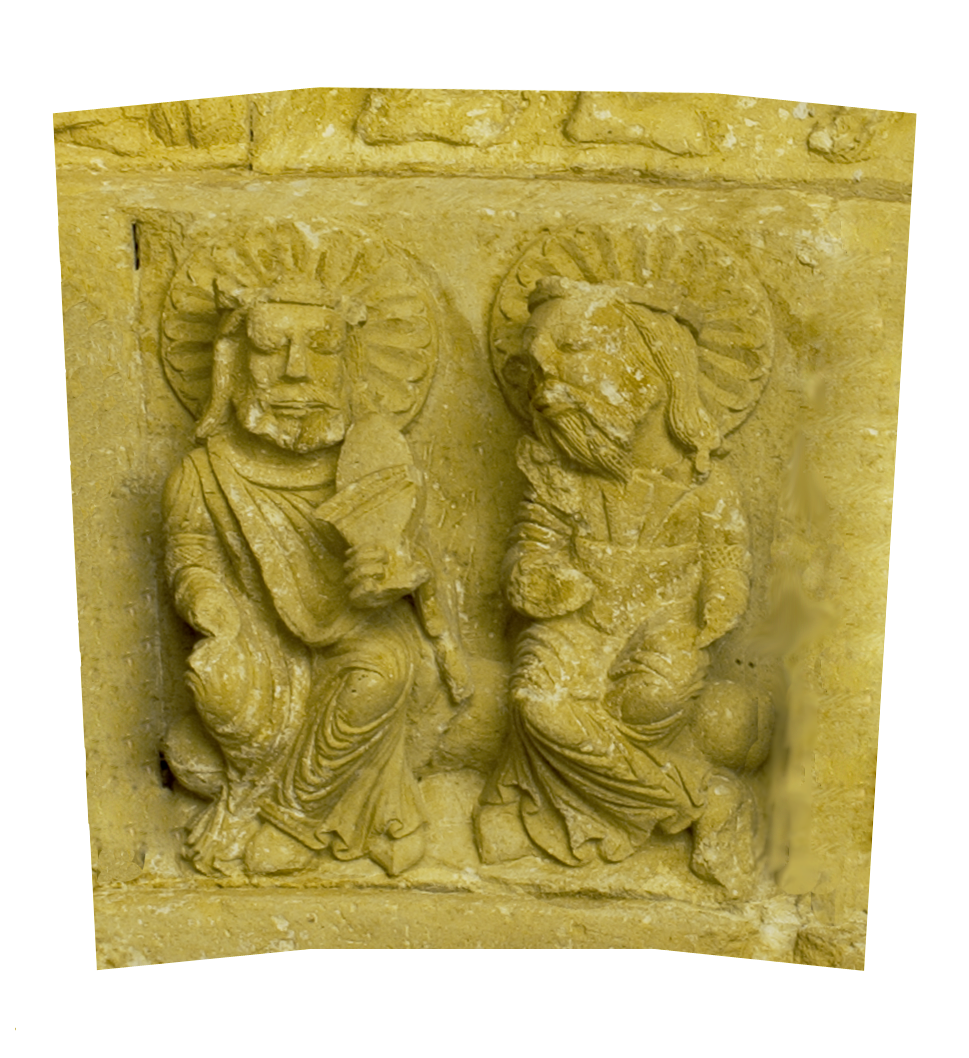
Arquivolta 1 Dovela 8 del Tímpano (siglo XII).
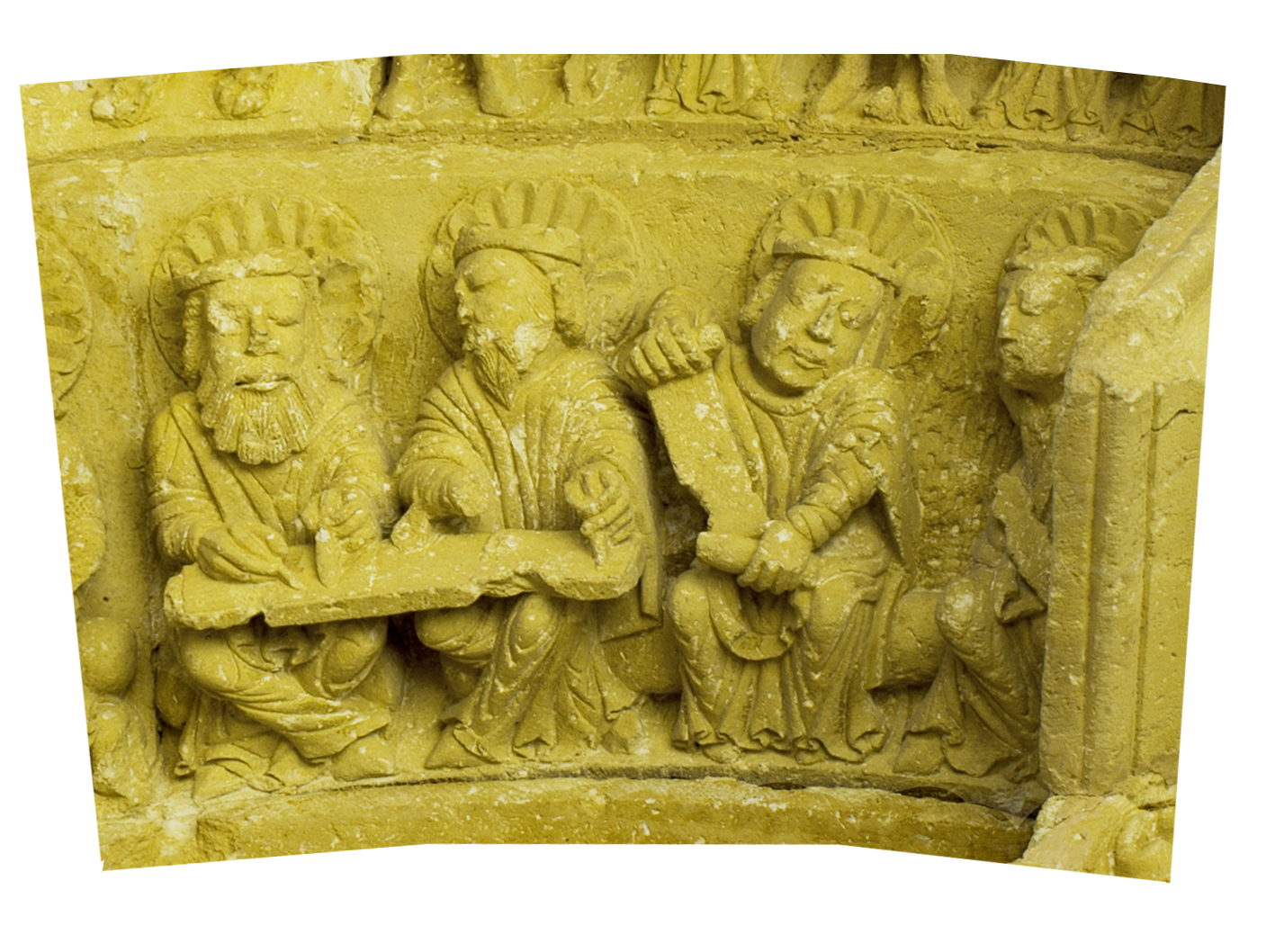
Arquivolta 1 Dovela 9 del Tímpano (siglo XII).
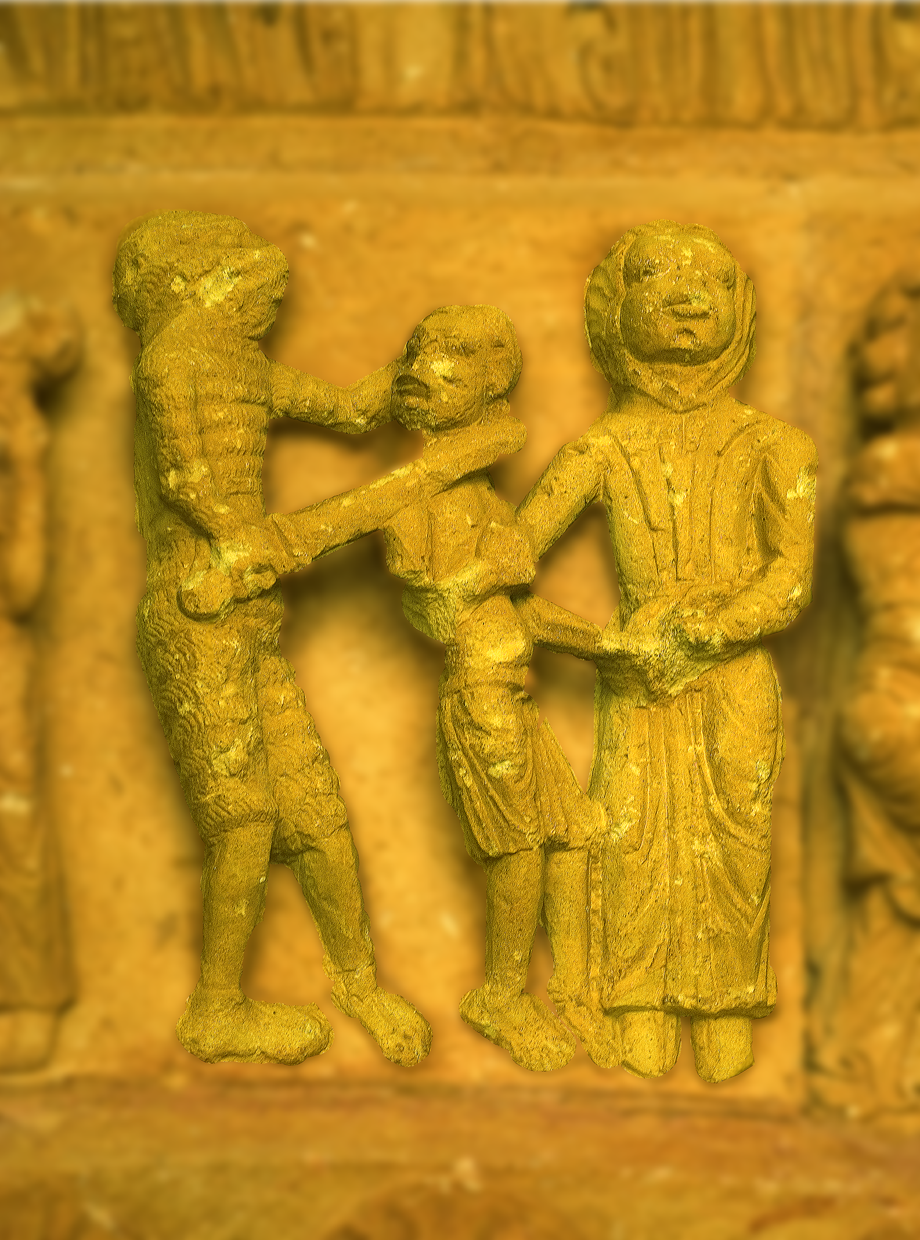
Arquivolta 2, Matanza de los Inocentes (siglo XII)